# كليات (شعر)
الكليات هي مجموعة من أشعار أي شاعر.

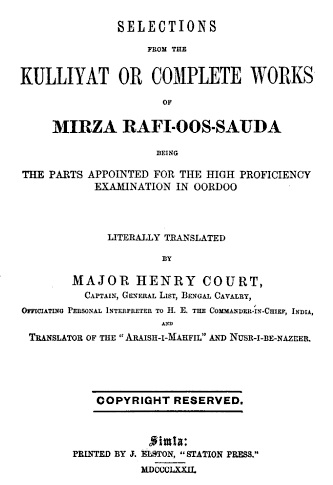
غلاف ترجمة عام 1872 لأعمال ميرزا محمد رفيع سودة (1713-1781)

الكليات هي واحدة من الأشكال الرئيسة لجمع الشعر الأردي. إذا أخذنا المصطلح حرفيًا، فإنه يشير إلى مجموعة كاملة من قصائد مؤلف واحد، ولكن في الممارسة العملية يتم تطبيقه أيضًا على أي مجموعة من القصائد من نوع واحد بواسطة مؤلف.

## طالع أيضًا
- الأدب الفارسي
- الأدب الأذربيجاني
- الشعر الأردي

## روابط خارجية
- الأشكال الشعرية الأردية
- danw.com